# سانتا كاترينا فيلارموسا
سانتا كاترينا فيلارموسا (بالإيطالية: Santa Caterina Villarmosa)‏ هي بلدية في مقاطعة كالتانيسيتا في صقلية الإيطالية.

## السكان
في سنة 1861 بلغ عدد السكان 6٬484 نسمة، وتطور العدد ليصل في سنة 2011 لـ 5٬727 نسمة.
يظهر هذا المخطط البياني تطور النمو السكاني لـ سانتا كاترينا فيلارموسا